# Georgsbergtunnel
Der Georgsbergtunnel ist ein Rad- und Fußgängertunnel durch den Georgsberg in Passau vom Anger in die Ilzstadt. Das Tunnelportal an der Donau liegt am Anger gegenüber der Luitpoldbrücke und das Portal an der Ilz liegt nördlich der Kirche St. Salvator. Der Georgsbergtunnel soll den Rad- und Fußgängerverkehr aus dem Ilzdurchbruch entlasten.

## Geschichte

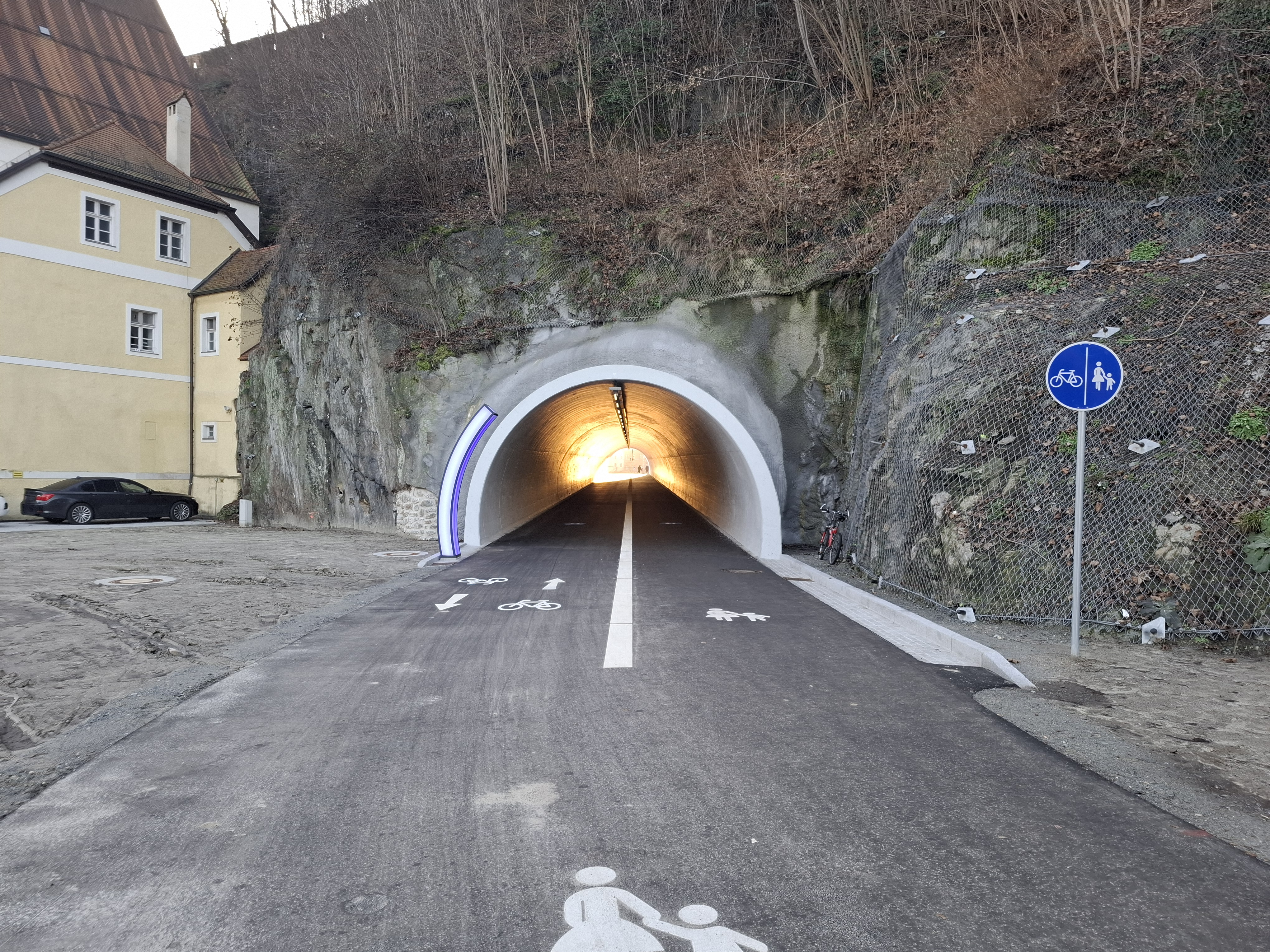
Tunnelportal auf der Ilzer Seite

Planungen, den Ilzdurchbruch mit einer dritten Röhre für Fußgänger und Radfahrer zu entlasten, gab es bereits 2012. Am 28. April 2013 wurde diese in einem Bürgerentscheid aufgrund der vorveranschlagten hohen Baukosten von mindestens 2,5 Millionen Euro abgelehnt. 2019 wurde erneut Unterschriften gesammelt und 2020 der Bau beschlossen. Die Bauarbeiten begannen 2023. Die Kosten beliefen sich auf 7,4 Millionen Euro und wurden von Wayss & Freytag durchgeführt. Der Tunnel wurde am 13. Dezember 2024 eröffnet.